# ポリュペーモスのいる風景
『ポリュペーモスのいる風景』（ポリュペーモスのいるふうけい、露: Пейзаж с Полифемом、英: Landscape with Polyphemus）は、1649年にフランスの巨匠ニコラ・プッサンによって描かれた後期の代表的な風景画で、画家の友人のポワンテルのために描かれた。1722年にイタリアの画家アンドレア・プロカッチーニによりスペインのフェリペ5世のために購入されたが、後にフランスに渡った。プッサンを賞揚したディドロが推薦した結果、1772年にロシアのエカチェリーナ2世に購入され、現在はサンクトペテルブルクのエルミタージュ美術館の所蔵となっている。

## 作品
主題はオウィディウスの『転身物語』から取られている (第13巻738節以下)。一つ目の巨人 (キュクロプス) のポリュペーモスが美しいニンフのガラテイア (乳白のように白い女の意) に恋をする物語である。ガラテイアに恋をしたポリュペーモスは遠景中央のアイトナー山の上に腰かけている。こちらに背を向けて牧羊神パンが作ったとされる葦笛を吹き、ガラテイアを探しているのである。その音楽に魅せられて、泉の水を汲みにきたニンフたちは仕事の手を休めている。半獣のサテュロスたちは木立から出てきている。
ガラテイアは前景中央の右寄りにいる女性で、長い髪に手をやり、背を向けている16歳の恋人のアキスにもたれかかっている。アキスは、ポリュペーモスが奏でる音楽に思わず振り返っている。ガラテイアは、明らかにポリュペーモスに見られることを望んでいない。彼女はアキスの背に身を隠しているからである。
まもなく、ポリュペーモスはアキスとガラテイアを見つけ、アキスを岩で打ち殺すことになる。死んだアキスは「河」の神となって生まれ変わるが、アキスが左手に持っているのが、やがて転身しようとする「河」の神のアトリビュートの「壺」である。
プッサンは、愛と音楽を自然と人間関係における調和の源として提示している。そして、描かれている風景の峻厳な断崖、堅固な木々の幹、生い茂る葉は自然の荘厳な美を印象づける。